# Castillo de Marienburg

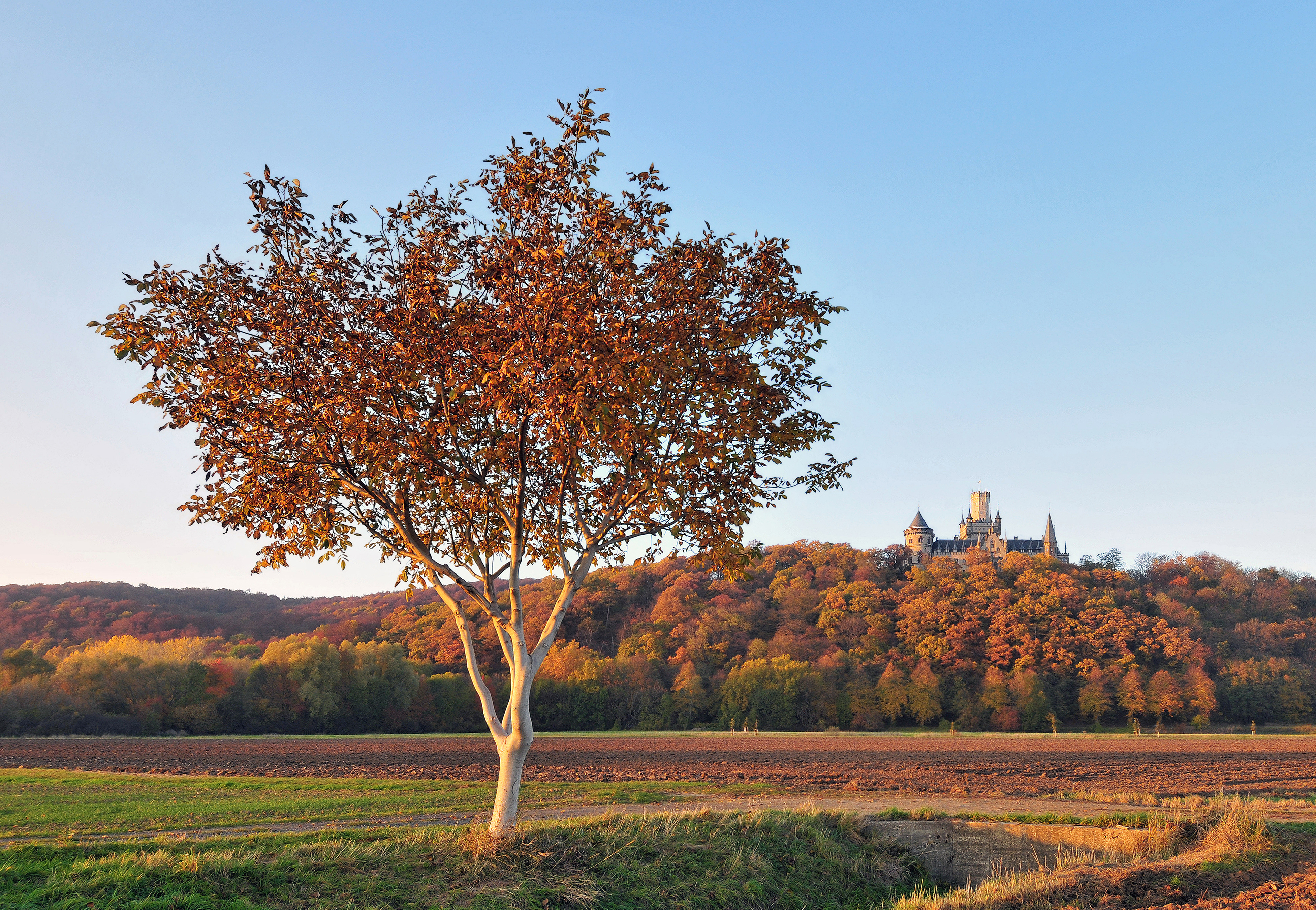
Montaña de Marienberg y el castillo de Marienburg en otoño.

El castillo de Marienburg es un castillo y residencia palaciega neogótica en el estado federado de Baja Sajonia, Alemania. Está situado a 15 km al noroeste de Hildesheim y alrededor de 30 km al sur de Hannover en el municipio de Pattensen, Hannover. Era una residencia de verano de la Casa de Welf.

## Historia
El castillo-palacete fue construido entre 1858 y 1867 como regalo de cumpleaños del rey Jorge V de Hannover (reinado 1851-1866) a su esposa María de Sajonia-Altenburgo. Entre 1714 y 1837 no existía prácticamente ninguna corte real en Hannover, ya que la casa de Hannover gobernaba los reinos de Hannover y Gran Bretaña en unión personal, así que el complejo también fue construido como sede adecuada para la casa de Hannover en Alemania. Su arquitecto fue Conrad Wilhelm Hase, uno de los más influyentes de Hannover. 
Después de la anexión de Hannover por Prusia en 1866 y la salida de la familia real al exilio, el lugar permaneció deshabitado durante 80 años, permaneciendo en buen estado de conservación, puesto que se realizaron pocas reformas a la vuelta de la familia tras 80 años.
Hasta finales de 2018 fue propiedad del príncipe Ernesto Augusto de Hannover, después de que su padre le cediera todas las propiedades reales en herencia. El lugar albergaba las oficinas de gestión del patrimonio de la casa de Hannover y servía como su sede oficial. Algunas de sus partes están abiertas al público, como el museo del castillo, el restaurante, la capilla, y puede alquilarse para eventos sociales (recepciones, conciertos, bodas, etc.).
Tras siete largos años de negociaciones, Ernesto Augusto finalmente cedió y firmó la entrega del castillo al estado de Baja Sajonia en una transacción simbólica a cambio de un euro, cantidad testimonial por la que pasa a pertenecer al Estado. A partir de 2020 arrancarán las costosas obras de renovación, para las que serán destinados 27 millones de las arcas públicas.

## Galería de imágenes

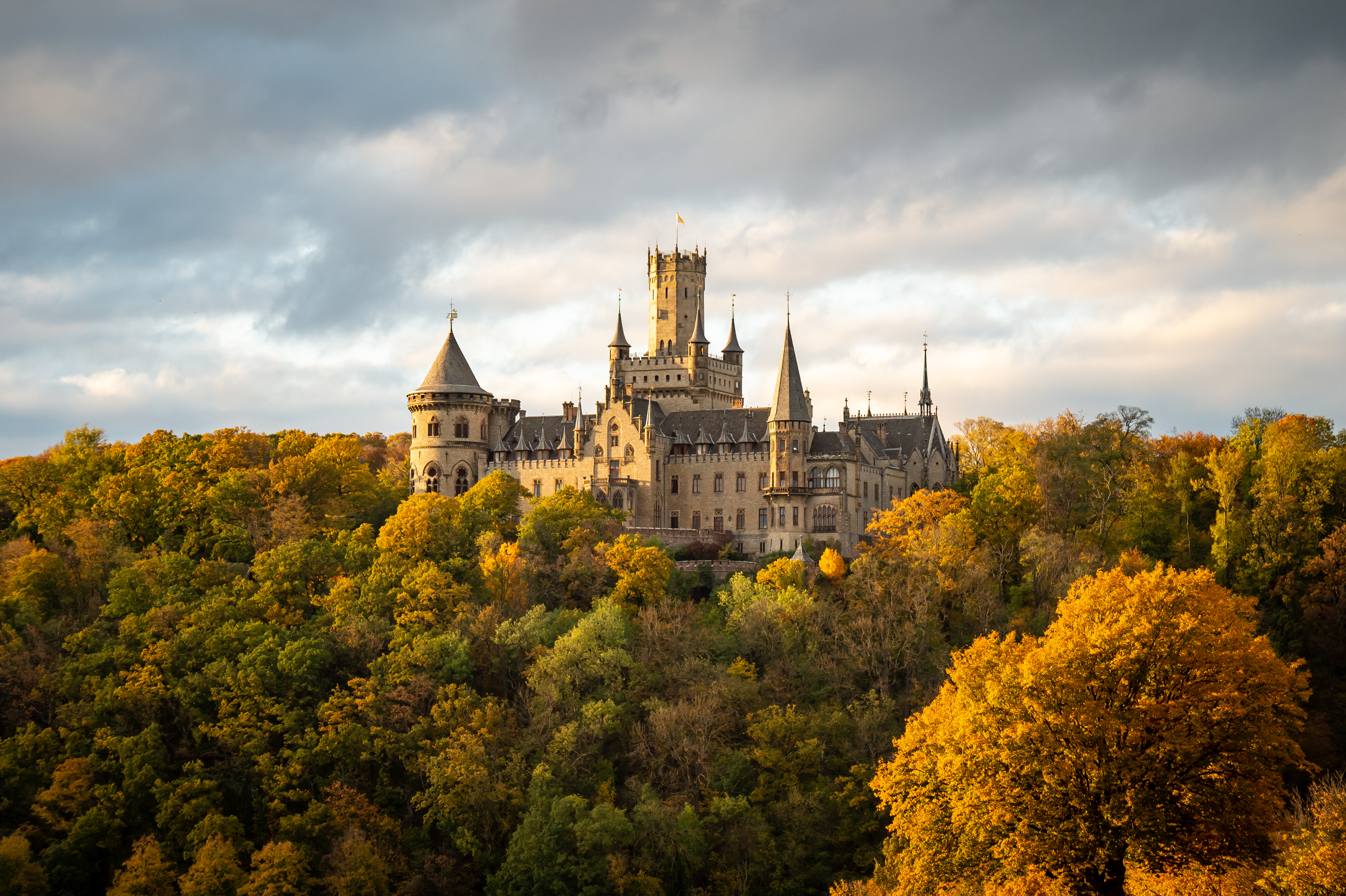
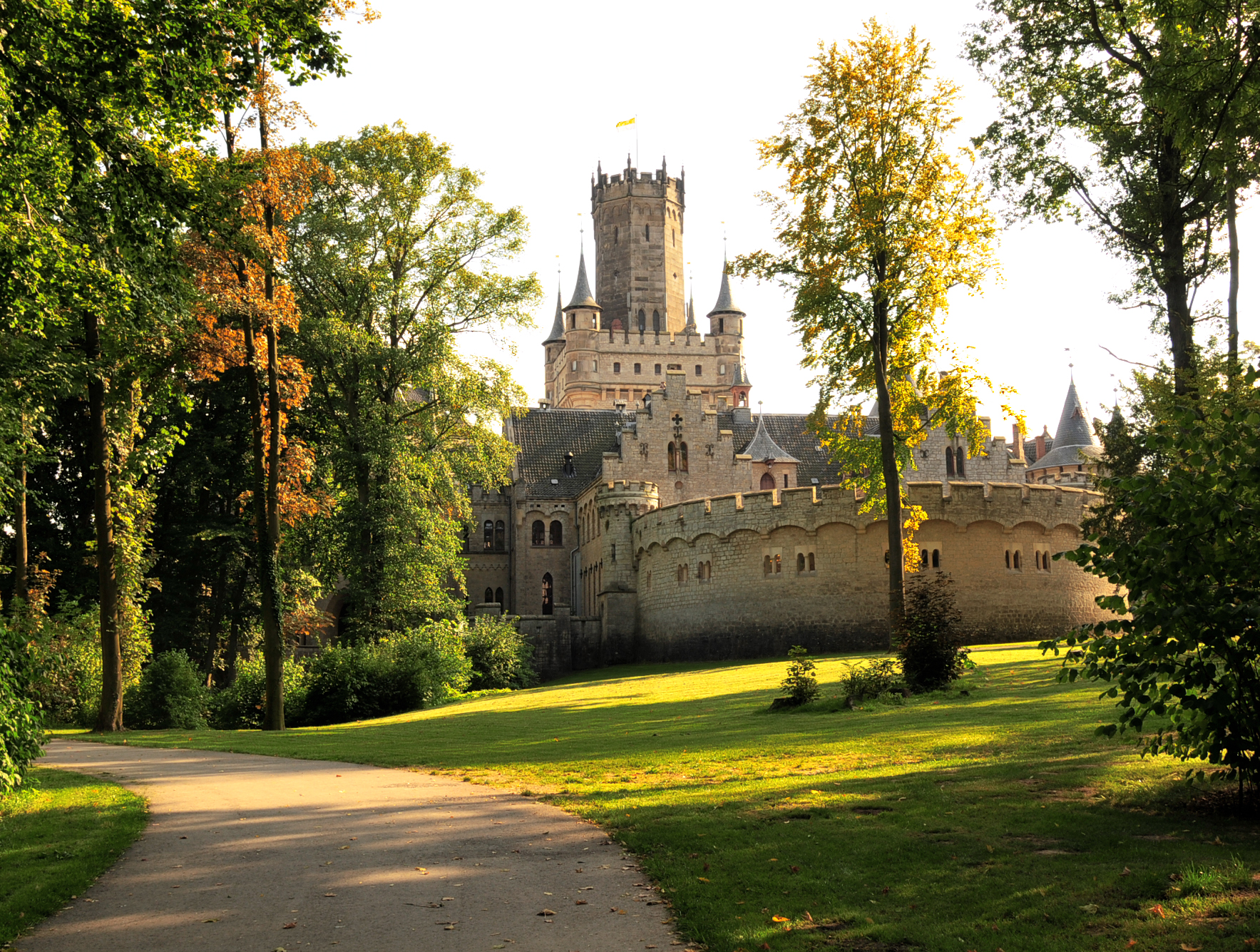
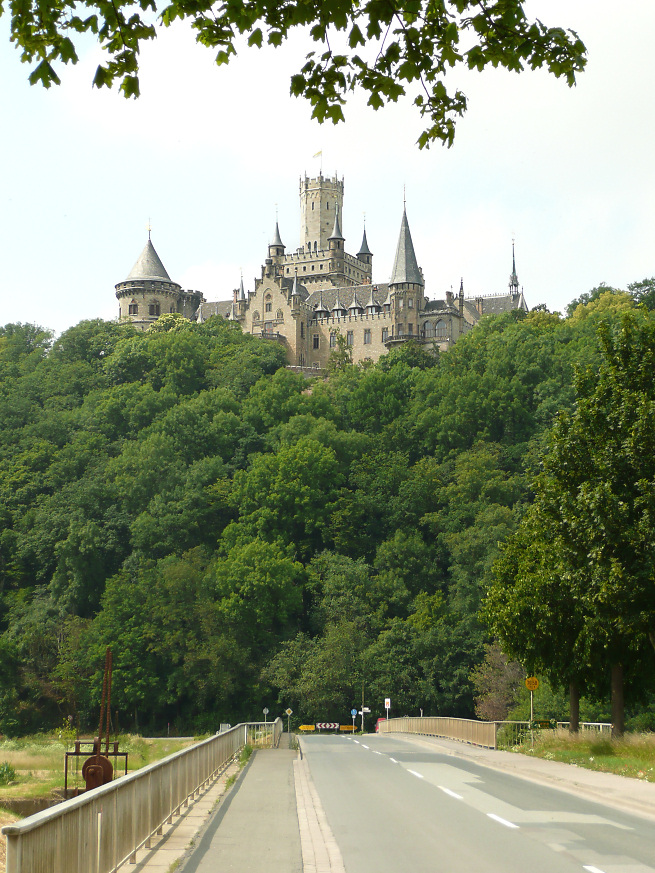
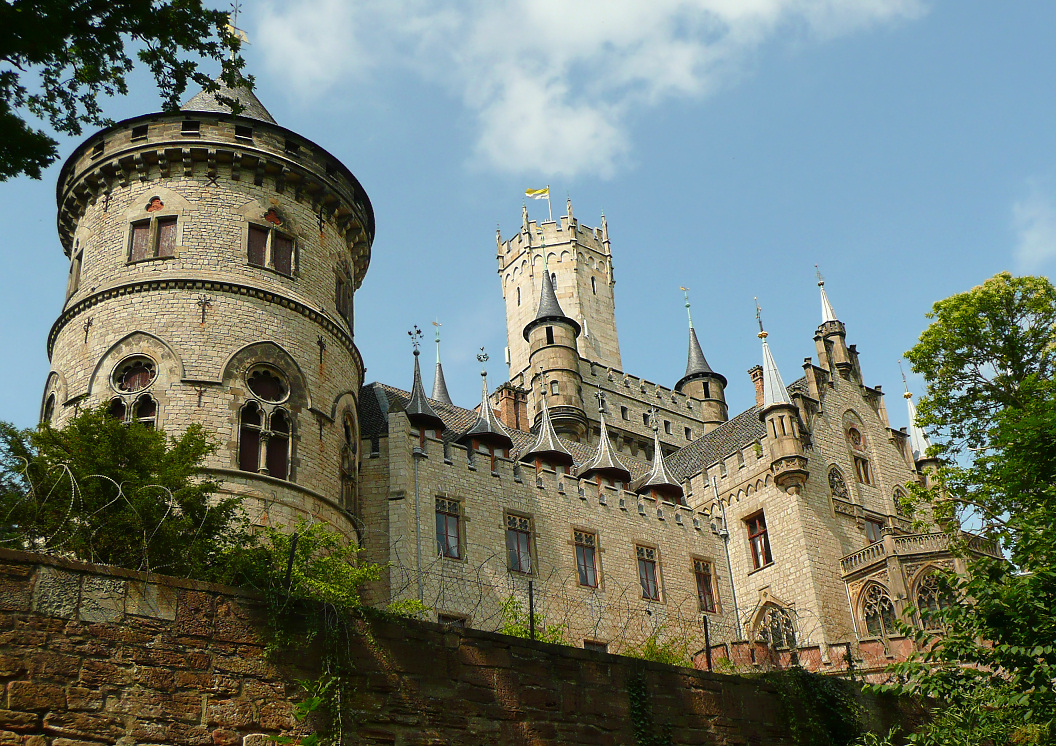